# Rio Tinto, Paraíba
Rio Tinto là một đô thị thuộc bang Paraíba, Brasil. Đô thị này có diện tích 466,397 km², dân số năm 2007 là 22740 người, mật độ 48,8 người/km².